# Pfarrkirche Sigmundsherberg

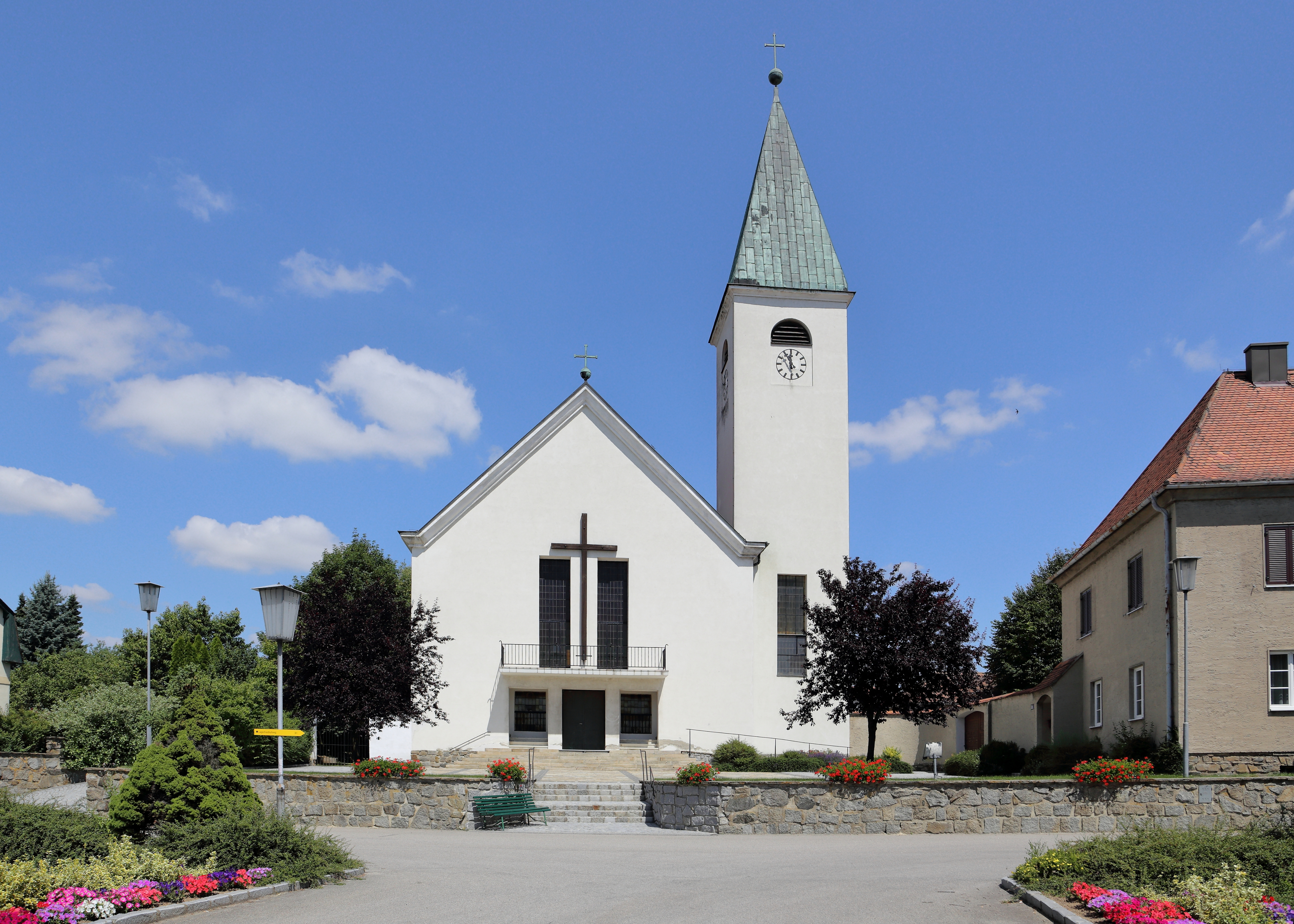
Kath. Pfarrkirche hl. Christophorus in Sigmundsherberg

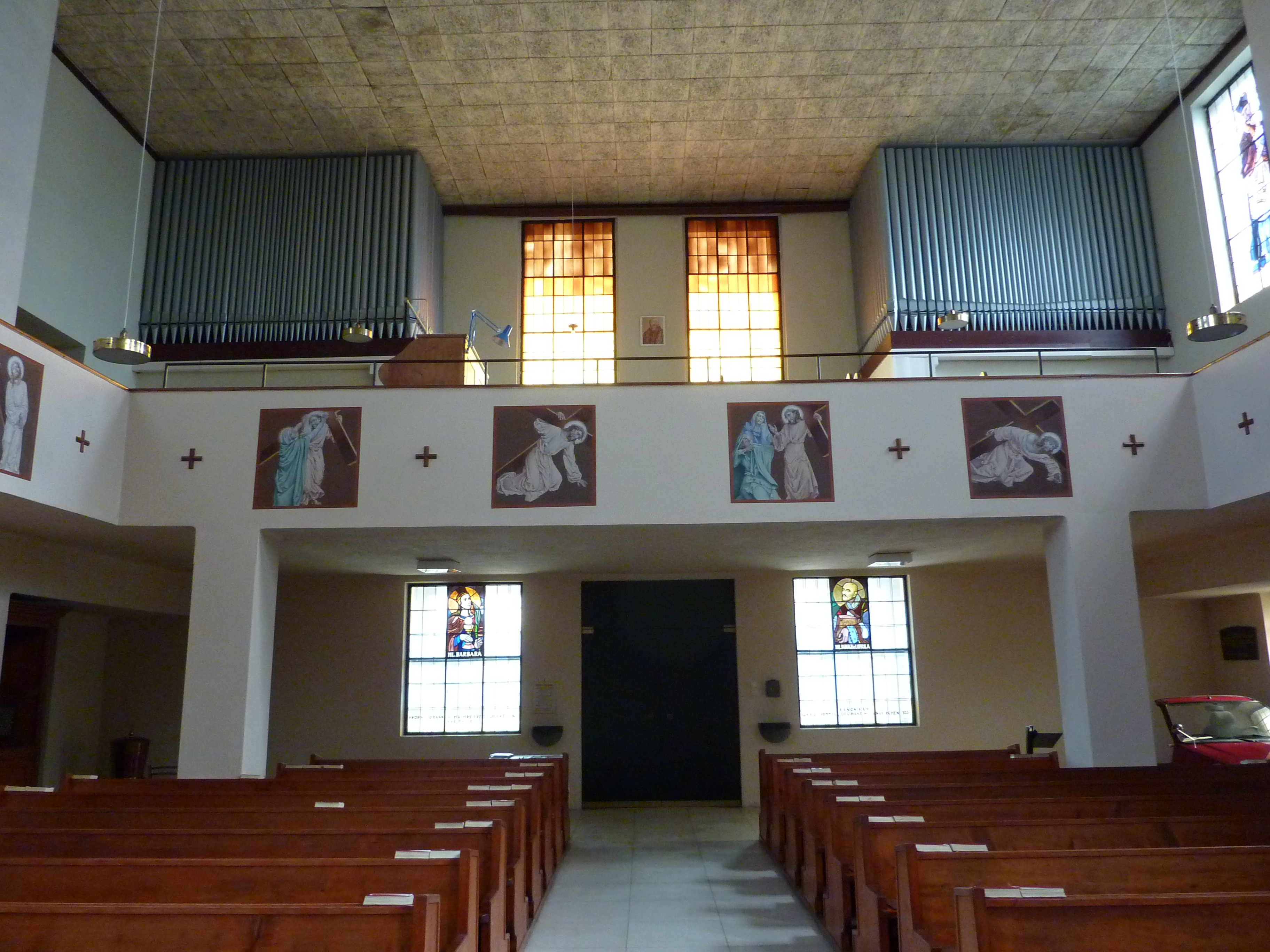
Im Langhaus zur Orgelempore

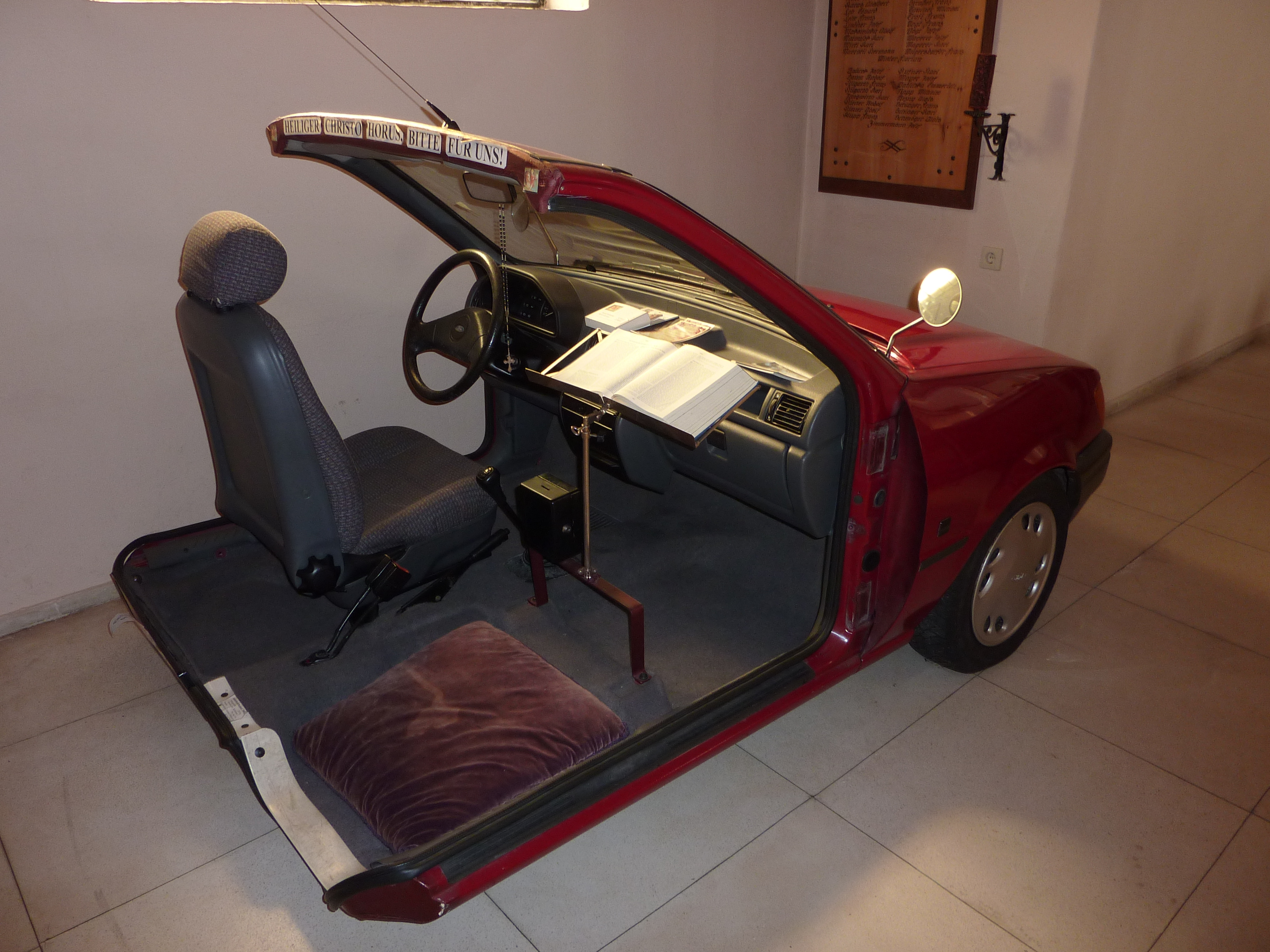
Ein Autoteil mit Kniepolster für ein Gebet

Die Pfarrkirche Sigmundsherberg steht im Ort Sigmundsherberg in der Marktgemeinde Sigmundsherberg im Bezirk Horn in Niederösterreich. Die dem Patrozinium hl. Christophorus unterstellte römisch-katholische Pfarrkirche gehört zum Dekanat Horn in der Diözese St. Pölten. Die Kirche steht unter Denkmalschutz (Listeneintrag).

## Geschichte
Die Kirche wurde 1936/1937 nach den Plänen des Architekten Rudolf Wondracek erbaut. Bereits bei der Kirchweihe am 25. Juli 1937 wurden Autos gesegnet.

## Architektur
Die Kirche zeigt sich in einfachen kubischen Elementen. Der Saalraum mit einer Flachdecke hat eine umlaufende Empore. Die figurale Glasmalerei schuf Hans Alexander Brunner 1937. Die Fresken im Chor malte Franz Pitza 1946.

## Ausstattung
Die Glocken goss Anton Aufheimer 1815. Die Orgel aus 1939 stammt von Gregor Hradetzky.